# 46 Dywizja Strzelecka Wojsk Konwojujących NKWD
46 Dywizja Strzelecka Wojsk Konwojujących NKWD (ros. 46-я дивизия конвойных войск НКВД СССР) – jedna z dywizji piechoty wojsk NKWD z okresu II wojny światowej a także lat powojennych.
Została sformowana w sierpniu 1944 w Moskwie. Rozwiązana we wrześniu 1955.